# 제35회 세자르상
제35회 세자르상은 2010년 2월 27일에 열린 시상식이다.

## 수상 및 후보

### 작품상
- 예언자 - 자크 오디아르 수상
- 인 더 비기닝 - 에도우아드 웨일 외 2명
- 콘서트 - 라두 미하일레아누 외 1명
- 잡초 - 장-루이스 리비 외 1명
- 스커트 데이 - 장-폴 리렝펠드 외 1명
- 랩트 - 루카스 벨보 외 3명
- 웰컴 - 필립 리오레 외 1명

### 감독상
- 예언자 - 자크 오디아르 수상
- 랩트 - 루카스 벨보
- 인 더 비기닝 - 자비에 지아놀리
- 웰컴 - 필립 리오레
- 콘서트 - 라두 미하일레아누

### 남우주연상
- 예언자 - 타하르 라힘 수상
- 랩트 - 이반 아탈
- 인 더 비기닝 - 프랑수아 클루제
- 원 포 더 로드 - 프랑수아 클루제
- 웰컴 - 뱅상 랭동

### 여우주연상
- 스커트 데이 - 이자벨 아자니 수상
- 로토르 - 도미니크 블랑
- 마드무아젤 샹봉 - 상드린 키베를랭
- 코코 샤넬 - 오드리 토투

### 남우조연상
- 예언자 - 닐스 아르스트럽 수상
- 고통 - 장-위그 앙글라드
- 액트레스 볼 - 조이 스타르
- 코코 샤넬 - 브누와 뽀엘부르드
- 원 포 더 로드 - 미셸 빌레모

### 여우조연상
- 인 더 비기닝 - 엠마뉴엘 드보스 수상
- 마드무아젤 샹봉 - 오레 아티카
- 랩트 - 앤 컨시그니
- 웰컴 - 오드리 데이너
- 나의 사춘기 - 노에미 르보브스키

### 신인남우상
- 예언자 - 타하르 라힘 수상
- 웰컴 - 피랫 아이베르디
- 나의 사춘기 - 벵상 라코스테
- 예언자 - Adel Bencherif
- 아임 글래드 댓 마이 마더 이즈 얼라이브 - 빈센트 로티어스

### 신인여우상
- 원 포 더 로드 - 멜라니 티에리 수상
- 비밀일기 - 크리스타 테렛
- 나는 그녀를 사랑했네 - Florence loiret caille
- 인 더 비기닝 - soko
- Quun seul tienne et les autres - Pauline Etienne

### 각본상
- 예언자 - 자크 오디아르 수상
- 인 더 비기닝 - 자비에 지아놀리
- 스커트 데이 - 장-폴 리렝펠드
- 웰컴 - 필립 리오레 외 2명
- 콘서트 - 라두 미하일레아누 외 1명

### 촬영상
- 예언자 - 스테판 퐁탠느 수상
- 코코 샤넬 - 크리스토퍼 보칸
- 웰컴 - 로렌트 데일랜드
- 잡초 - 에릭 고띠에
- 인 더 비기닝 - GLYNN SPEECKAERT

### 의상상
- 코코 샤넬 - 캐서린 레터리어 수상
- 코코 샤넬과 이고르 스트라빈스키 - 샤토운 외 1명
- OSS 117: 리오 대작전 - CHARLOTTE DAVID
- 미크맥스 - MADELINE FONTAINE
- 예언자 - VIRGINIE MONTEL

### 음향상
- 콘서트 - selim azzazi 외 2명 수상
- 웰컴 - PIERRE MERTENS 외 2명
- 인 더 비기닝 - FRANCOIS MUSY 외 1명
- 예언자 - BRIGITTE TAILLANDIER 외 2명
- 미크맥스 - JEAN UMANSKY 외 2명

### 편집상
- 예언자 - JULIETTE WELFLING 수상
- 인 더 비기닝 - CELIA LAFITEDUPONT
- 잡초 - 에르베 드 루즈
- 웰컴 - 안드레아 세드리코바
- 콘서트 - 루도 트로치

### 음악상
- 콘서트 - 아만드 아마르 수상
- 레나를 위한 계획짜기 - ALEX BEAUPAIN
- 예언자 - 알렉상드르 데스플라
- 웰컴 - 니콜라 피오바니

### 단편영화상
- C'est Gratuit Pour Les Filles - 클레르 뷔르게 수상
- DONDE EST - Edouard Deluc
- LA RAISON DE L’AUTRE - Foued Mansour
- 가족적 장면 - 첸 취 쿠오
- LES WILLIAMS - Alban Mench

### 외국어영화상
- 그랜 토리노 - 클린트 이스트우드 수상
- 아바타 - 제임스 카메론
- 밀크 - 구스 반 산트
- 나는 엄마를 죽였다 - 자비에 돌란
- 우당탕 마을 - 스테판 오비에 외 1명
- 하얀 리본 - 미카엘 하네케
- 슬럼독 밀리어네어 - 대니 보일

### 제작디자인상
- 예언자 - 미셀 바틀레미 수상
- 미크맥스 - ALINE BONETTO
- OSS 117: 리오 대작전 - MAAMAR ECH CHEIKH
- 인 더 비기닝 - 프랑소와 르노 라바르세
- 코코 샤넬 - OLIVIER RADOT

### 다큐멘터리상
- 앙리-조르주 클루조의 지옥 - 세르지 브롬버그 외 1명 수상
- 히말라야, 레 체민 두 시엘 - 마리앤 차우드
- 홈 - 얀 아르튀스-베르트랑
- 나의 대탈출 - 파비엔 고뎃

## 같이 보기
- 제82회 아카데미상
- 제63회 영국 아카데미 영화상
- 제22회 유럽 영화상